# Championnat du Pérou de football 2000
Navigation
Saison précédente Saison suivante
La saison 2000 du Championnat du Pérou de football est la soixante-douzième édition du championnat de première division au Pérou. La compétition regroupe les douze meilleures équipes du pays.
La saison est scindée en deux tournois indépendants :
- Tournoi ouverture : les douze équipes sont regroupées au sein d'une poule unique où elles s'affrontent deux fois, à domicile et à l'extérieur. Le club en tête du classement se qualifie pour la finale nationale.
- Tournoi clôture : les douze équipes sont regroupés au sein d'une poule unique où elles s'affrontent deux fois, à domicile et à l'extérieur. Le club en tête du classement se qualifie pour la finale nationale, sauf s'il a déjà remporté le tournoi ouverture, auquel cas il est automatiquement sacré champion. C'est ce qui se produit cette saison.

Un classement cumulé des deux tournois permet de déterminer le club relégué et celui qui doit participer au barrage de promotion-relégation face au deuxième de Segunda División. La dernière place en Copa Libertadores est décernée au vainqueur du barrage entre les deux deuxièmes des tournois. Cependant, cette année, avec la double victoire de l'Universitario, les clubs arrivés à la deuxième place de chaque tournoi obtiennent leur qualification directe pour la Copa Libertadores. 
C'est le club d'Universitario de Deportes, double tenant du titre, qui remporte à nouveau la compétition après avoir gagné les tournois Ouverture et Clôture. C'est le 24e titre de champion du Pérou de l'histoire du club. Universitario devient le troisième club à réussir un triplé après l'Alianza Lima entre 1931 et 1933 et le Sporting Cristal entre 1994 et 1996.

## Les clubs participants
| - Alianza Lima - Sport Boys - Cienciano del Cusco - Universitario de Deportes - Unión Minas - Club Centro Deportivo Municipal | - Alianza Atlético - FBC Melgar - Sporting Cristal - Deportivo UPAO - Promu de Segunda División - Deportivo Wanka - Juan Aurich |

## Compétition
Le barème utilisé pour établir les différents classements est le suivant :
- Victoire : 3 points
- Match nul : 1 point
- Défaite, forfait ou abandon : 0 point

### Tournoi Ouverture
| Rang | Équipe                          | Pts | J  | G  | N  | P  | Bp | Bc | Diff |
| ---- | ------------------------------- | --- | -- | -- | -- | -- | -- | -- | ---- |
| 1    | Universitario de DeportesT      | 46  | 22 | 13 | 7  | 2  | 39 | 20 | +19  |
| 2    | Sport Boys                      | 39  | 22 | 11 | 6  | 5  | 36 | 25 | +11  |
| 3    | FBC Melgar                      | 36  | 22 | 10 | 6  | 6  | 39 | 27 | +12  |
| 4    | Cienciano del Cusco             | 36  | 22 | 10 | 6  | 6  | 31 | 30 | +1   |
| 5    | Alianza Lima                    | 34  | 22 | 9  | 7  | 6  | 23 | 22 | +1   |
| 6    | Unión Minas                     | 33  | 22 | 10 | 3  | 9  | 28 | 23 | +5   |
| 7    | Alianza Atlético                | 30  | 22 | 8  | 6  | 8  | 28 | 27 | +1   |
| 8    | Sporting Cristal                | 28  | 22 | 7  | 7  | 8  | 40 | 31 | +9   |
| 9    | Deportivo Wanka                 | 24  | 22 | 6  | 6  | 10 | 21 | 32 | -11  |
| 10   | Juan Aurich                     | 20  | 22 | 3  | 11 | 8  | 21 | 30 | -9   |
| 11   | Deportivo UPAOP                 | 19  | 22 | 4  | 7  | 11 | 24 | 39 | -15  |
| 12   | Club Centro Deportivo Municipal | 12  | 22 | 2  | 6  | 14 | 24 | 48 | -24  |

|  | Vainqueur du tournoi Ouverture et qualification pour la finale nationale |
|  | Qualification pour le barrage pré-Libertadores                           |
|  | T : Tenant du titre P : Promu de Segunda División                        |

### Tournoi Clôture
| Rang | Équipe                          | Pts | J  | G  | N | P  | Bp | Bc | Diff |
| ---- | ------------------------------- | --- | -- | -- | - | -- | -- | -- | ---- |
| 1    | Universitario de DeportesT      | 54  | 22 | 17 | 3 | 2  | 55 | 23 | +32  |
| 2    | Sporting Cristal                | 50  | 22 | 15 | 5 | 2  | 48 | 24 | +24  |
| 3    | Cienciano del Cusco             | 35  | 22 | 10 | 5 | 7  | 47 | 28 | +19  |
| 4    | FBC Melgar                      | 33  | 22 | 10 | 3 | 9  | 33 | 28 | +5   |
| 5    | Alianza Atlético                | 32  | 22 | 9  | 5 | 8  | 36 | 24 | +12  |
| 6    | Deportivo Wanka                 | 32  | 22 | 9  | 5 | 8  | 36 | 34 | +2   |
| 7    | Unión Minas                     | 31  | 22 | 9  | 4 | 9  | 33 | 37 | -4   |
| 8    | Alianza Lima                    | 28  | 22 | 7  | 7 | 8  | 36 | 33 | +3   |
| 9    | Sport Boys                      | 25  | 22 | 6  | 7 | 9  | 25 | 25 | 0    |
| 10   | Juan Aurich                     | 17  | 22 | 4  | 5 | 13 | 22 | 50 | -28  |
| 11   | Club Centro Deportivo Municipal | 16  | 22 | 3  | 7 | 12 | 24 | 43 | -19  |
| 12   | Deportivo UPAOP                 | 15  | 22 | 4  | 3 | 15 | 19 | 50 | -31  |

|  | Vainqueur du tournoi Ouverture et qualification pour la finale nationale |
|  | Qualification pour le barrage pré-Libertadores                           |
|  | T : Tenant du titre P : Promu de Segunda División                        |

### Classement cumulé
| Rang | Équipe                             | Pts | J  | G  | N  | P  | Bp | Bc | Diff |
| ---- | ---------------------------------- | --- | -- | -- | -- | -- | -- | -- | ---- |
| 1    | Universitario de DeportesT Ouv Clo | 100 | 44 | 30 | 10 | 4  | 94 | 43 | +51  |
| 2    | Sporting Cristal                   | 78  | 44 | 22 | 12 | 10 | 88 | 55 | +33  |
| 3    | Cienciano del Cusco                | 71  | 44 | 20 | 11 | 13 | 78 | 58 | +20  |
| 4    | FBC Melgar                         | 69  | 44 | 20 | 9  | 15 | 72 | 55 | +17  |
| 5    | Sport Boys                         | 64  | 44 | 17 | 13 | 14 | 61 | 50 | +11  |
| 6    | Unión Minas                        | 64  | 44 | 19 | 7  | 18 | 61 | 60 | +1   |
| 7    | Alianza Lima                       | 62  | 44 | 16 | 14 | 14 | 59 | 55 | +4   |
| 8    | Alianza Atlético                   | 62  | 44 | 17 | 11 | 16 | 64 | 61 | +3   |
| 9    | Deportivo Wanka                    | 56  | 44 | 15 | 11 | 18 | 53 | 67 | -14  |
| 10   | Juan Aurich                        | 37  | 44 | 7  | 16 | 21 | 43 | 80 | -37  |
| 11   | Deportivo UPAOP                    | 34  | 44 | 8  | 10 | 26 | 43 | 89 | -46  |
| 12   | Club Centro Deportivo Municipal    | 28  | 44 | 5  | 13 | 26 | 48 | 91 | -43  |

|  | Qualification pour la Copa Libertadores 2001 (vainqueur d'un tournoi) |
|  | Qualification pour la Copa Libertadores 2001 (2e d'un tournoi)        |
|  | Participation au barrage de promotion-relégation                      |
|  | Relégation en Segunda División                                        |
|  | T : Tenant du titre P : Promu de Segunda División                     |

### Barrage de promotion-relégation
| Équipe 1       | Résultat | Équipe 2                |
| -------------- | -------- | ----------------------- |
| Deportivo UPAO | 3 - 1    | (D2) Deportivo Aviación |

- Les deux clubs se maintiennent dans leur championnat respectif.

### Barrage pré-Libertadores
Aucun match à la suite de la double victoire d'Universitario de Deportes, les deux dauphins sont directement qualifiés.

### Match pour le titre
Aucun match à la suite de la double victoire d'Universitario de Deportes.

## Bilan de la saison
| Championnat du Pérou de football 2000 |                                       |
| Champion                              | Universitario de Deportes (24e titre) |
| Qualifications continentales          |                                       |
| Copa Libertadores 2001                | Universitario de Deportes             |
| Copa Libertadores 2001                | Sporting Cristal                      |
| Copa Libertadores 2001                | Sport Boys                            |
| Promotions et relégations             |                                       |
| Promus en Primera División            | Estudiantes de Medicina               |
| Relégués en Segunda División          | Club Centro Deportivo Municipal       |